# Charinoidea
Charinoidea is een superfamilie van de zweepspinnen (Amblypygi), onderorde Euamblypygi. De superfamilie bestaat uit 51 nog levende soorten.

## Taxonomie
- Familie Charinidae - Quintero, 1986
  - Geslacht Catageus - Thorell, 1889
    - Catageus pusillus - Thorell, 1889

  - Geslacht Charinus - Simon, 1892
    - Charinus abbatei - Delle Cave, 1986
    - Charinus acaraje - Pinto-da-Rocha, Machado & Weygoldt, 2002
    - Charinus asturius - Pinto-da-Rocha, Machado & Weygoldt, 2002
    - Charinus acosta - (Quintero, 1983)
    - Charinus africanus - Hansen, 1921
    - Charinus australianus - (L. Koch, 1867)
    - Charinus bengalensis - (Gravely, 1911)
    - Charinus bordoni - (Ravelo, 1975)
    - Charinus brazilianus - Weygoldt, 1972
    - Charinus camachoi - (Gonzalez-Sponga, 1998)
    - Charinus caribensis - (Quintero, 1986)
    - Charinus centralis - Armas & Avila Calvo, 2000
    - Charinus cubensis - (Quintero, 1983)
    - Charinus decu - (Quintero, 1983)
    - Charinus dhofarensis - Weygoldt, Pohl & Polak, 2002
    - Charinus diblemma - Simon, in Fage & Simon 1936
    - Charinus dominicanus - Armas & Gonzalez, 2001
    - Charinus fagei - Weygoldt, 1972
    - Charinus gertschi - Goodnight & Goodnight, 1946
    - Charinus guianensis - (Caporiacco, 1947)
    - Charinus guianensis - (Quintero, 1986)
    - Charinus insularis - Banks, 1902
    - Charinus ioanniticus - (Kritscher, 1959)
    - Charinus jeanneli - Simon, in Fage & Simon 1936
    - Charinus koepeckei - Weygoldt, 1972
    - Charinus madagascariensis - Fage, 1946
    - Charinus milloti - Fage, 1939
    - Charinus montanus - Weygoldt, 1972
    - Charinus muchmorei - Armas & Teruel, 1997
    - Charinus mysticus - Giupponi & Kury, 2002
    - Charinus neocaledonicus - Simon, in Kraepelin 1895
    - Charinus pardillalensis - (Gonzalez-Sponga, 1998)
    - Charinus pescotti - Dunn, 1949
    - Charinus platnicki - (Quintero, 1986)
    - Charinus schirchii - (Mello-Leitao, 1931)
    - Charinus socotranus - Weygoldt, Pohl & Polak, 2002
    - Charinus seychellarum - Kraepelin, 1898
    - Charinus troglobius - Baptista & Giupponi, 2002
    - Charinus tronchonii - (Ravelo, 1975)
    - Charinus wanlessi - (Quintero, 1983)

  - Geslacht Sarax - Simon, 1892
    - Sarax brachydactylus - Simon, 1892
    - Sarax buxtoni - (Gravely, 1915a)
    - Sarax cochinensis - (Gravely, 1915)
    - Sarax davidovi - Fage, 1946
    - Sarax javensis - (Gravely, 1915)
    - Sarax mediterraneus - Delle Cave, 1986
    - Sarax rimosus - (Simon, 1901)
    - Sarax sarawakensis - (Thorell, 1888)
    - Sarax singaporae - Gravely, 1911
    - Sarax willeyi - Gravely, 1915